# 織田孝幸
織田 孝幸（おだ たかゆき、1950年1月29日 - ）は日本の数学者。東京大学名誉教授。専門は数論、保型形式。

## 来歴
富山県出身。1968年、富山県立富山中部高等学校卒。1972年、東京大学理学部数学科卒。1974年、東京大学大学院修了（修士）。1982年、博士号を取得。北海道大学助手、新潟大学講師、助教授、東大助教授、京都大学数理解析研究所助教授、東京大学大学院数理科学研究科教授を経て現職。師は日本における数論の総帥と称される伊原康隆。
研究主題は、モジュラー多様体のコホモロジー群と保型形式を結びつける「松島同型」の意味の深化にある。博士論文 "Periods of Hilbert modular surfaces" 以来、40年以上一貫してこの方向を研究している。